# Muara Baru (Kota Kayu Agung)
Muara Baru is een bestuurslaag in het regentschap Ogan Komering Ilir van de provincie Zuid-Sumatra, Indonesië. Muara Baru telt 1566 inwoners (volkstelling 2010).